# Aulander
Aulander és una població dels Estats Units a l'estat de Carolina del Nord. Segons el cens del 2000 tenia 888 habitants.

## Demografia
Segons el cens del 2000, Aulander tenia 888 habitants, 371 habitatges i 247 famílies. La densitat de població era de 231,7 habitants per km².
Dels 371 habitatges en un 25,1% hi vivien nens de menys de 18 anys, en un 42% hi vivien parelles casades, en un 19,1% dones solteres, i en un 33,4% no eren unitats familiars. En el 29,1% dels habitatges hi vivien persones soles el 18,3% de les quals corresponia a persones de 65 anys o més que vivien soles. El nombre mitjà de persones vivint en cada habitatge era de 2,39 i el nombre mitjà de persones que vivien en cada família era de 2,9.
Per edats la població es repartia de la següent manera: un 24,7% tenia menys de 18 anys, un 7,9% entre 18 i 24, un 24,3% entre 25 i 44, un 23,9% de 45 a 60 i un 19,3% 65 anys o més.
L'edat mediana era de 40 anys. Per cada 100 dones de 18 o més anys hi havia 79,8 homes.
La renda mediana per habitatge era de 24.808 $ i la renda mediana per família de 34.125 $. Els homes tenien una renda mediana de 30.000 $ mentre que les dones 21.528 $. La renda per capita de la població era de 13.767 $. Entorn del 22,1% de les famílies i el 26,7% de la població estaven per davall del llindar de pobresa.

## Poblacions més properes
El següent diagrama mostra les poblacions més properes.